# Avanti ragazzi di Buda
Avanti ragazzi di Buda (em húngaro:  Előre budai srácok) é uma canção anticomunista escrita por Pier Francesco Pingitore e composta por Dimitri Gribanovski. Ela comemora a Revolução Húngara de 1956 e é uma canção amplamente difundida e conhecida na Itália e na Hungria.

## História
"Avanti ragazzi di Buda" foi escrito por Pier Francesco Pingitore em outubro de 1966 para comemorar o décimo aniversário da Revolução Húngara de 1956 e em resposta, segundo ele, ao "silêncio institucional sobre o acontecimento". Dimitri Gribanovski compôs uma canção para a obra de Pingitore e foi inicialmente interpretada por Pino Caruso . A canção obteve grande sucesso imediatamente dentro do recém-nascido il Bagaglino, mais tarde se espalhando entre as universidades de Roma.
Sua primeira gravação data de 1984, feita pela Frente Juvenil de Trieste.

## Sucesso e difusão
"Avanti ragazzi di Buda" também é conhecido na Hungria, onde é conhecido como Előre budai srácok. Em setembro de 2019, o primeiro-ministro húngaro Viktor Orbán, então convidado de uma manifestação do partido político Irmãos da Itália, definiu a canção como "a mais bela já composta sobre a revolução de 1956".
A música também é frequentemente cantada como um canto de futebol por ultras do time de futebol SS Lazio.
Em 2020, foi anunciado que Pingitore receberia um prêmio por escrever a música.